# Ryosuke Irie
Ryosuke Irie (n. 24 ianuarie 1990, Osaka, Japonia) este un înotător japonez, medaliat olimpic. A participat la 4 ediții ale Jocurilor Olimpice (2008, 2012, 2016, 2020) în care a câștigat două medalii de argint și o medalie de bronz.